# Heterusia picata
Heterusia picata är en fjärilsart som beskrevs av Paul Dognin 1904. Heterusia picata ingår i släktet Heterusia och familjen mätare. Inga underarter finns listade i Catalogue of Life.